# Grunow (Grunow-Dammendorf)
Grunow (niedersorbisch Grunow) ist ein Gemeindeteil der amtsangehörigen Gemeinde Grunow-Dammendorf im Landkreis Oder-Spree in Brandenburg. Der Ort gehört dem Amt Schlaubetal an und war bis zum 26. Oktober 2003 eine eigenständige Gemeinde.

## Lage
Grunow liegt im Norden der Niederlausitz, etwa zehn Kilometer östlich der Kreisstadt Beeskow und 17 Kilometer westlich von Eisenhüttenstadt. Umliegende Ortschaften sind Mixdorf im Norden, der Ortsteil Schernsdorf der Gemeinde Siehdichum im Nordosten, Dammendorf im Südosten, die zur Stadt Friedland gehörenden Dörfer Oelsen im Süden und Reudnitz im Südwesten, die Beeskower Ortsteile Krügersdorf und Schneeberg im Westen sowie Merz im Nordwesten. Im Osten des Grunows schließt sich der Naturpark Schlaubetal an. Östlich des Ortes fließt die Demnitz.

## Geschichte
Erstmals urkundlich erwähnt wurde das Angerdorf Grunow im Jahr 1387. Der Ortsname bedeutet in etwa „Ort an einer grünen Aue“. Dies lässt auf eine Ortsgründung durch Kolonisten zurückschließen, da diese Form des Ortsnamens während der Kolonisationszeit im 13. Jahrhundert sehr beliebt war, in Brandenburg kommen von dieser Bedeutung abgeleitete Ortsnamen sechsmal vor.
Während des Dreißigjährigen Krieges wurde Grunow stark verwüstet. 1729 brannte das Dorf ab. Während des Siebenjährigen Krieges wurde Grunow von schwedischen Truppen besetzt, nach Kriegsende war Grunow, was vorher als „bestes Amtsdorf“ bezeichnet wurde, durch schwedische Kriegslasten überschuldet. Im Jahr 1840 gab es in Grunow 40 Wohngebäude mit 232 Einwohnern. Das Dorf war dem Ordensamt Friedland unterstellt. 1864 hatte Grunow 265 Einwohner.
Ursprünglich gehörte die Gemeinde Grunow zum Landkreis Lübben in der preußischen Provinz Brandenburg. Am 1. Juli 1950 wurde der Ort in den neu gegründeten Landkreis Frankfurt (Oder) umgegliedert. Bei der DDR-Kreisreform vom 25. Juli 1952 wurde der Landkreis Frankfurt (Oder) wieder aufgelöst und Grunow kam zum Kreis Eisenhüttenstadt-Land im Bezirk Frankfurt (Oder). Nach der Wende wurde der Kreis Eisenhüttenstadt-Land in Landkreis Eisenhüttenstadt umbenannt und im Zuge der Kreisreform 1993 mit den Landkreisen Beeskow und Fürstenwalde zum Landkreis Oder-Spree vereinigt. Am 26. Oktober 2003 fusionierte die Gemeinde Grunow mit dem benachbarten Dammendorf zu der neuen Gemeinde Grunow-Dammendorf.

## Bevölkerungsentwicklung
| 1875 | 319 | 1939 | 298 | 1981 | 372 |
| 1890 | 306 | 1946 | 437 | 1985 | 374 |
| 1910 | 311 | 1950 | 472 | 1989 | 355 |
| 1925 | 317 | 1964 | 439 | 1995 | 351 |
| 1933 | 327 | 1971 | 439 | 2002 | 355 |

## Verkehr
Grunow hat einen Bahnhof an der westlich verlaufenden Bahnstrecke Cottbus–Frankfurt (Oder) und der dort abzweigenden Bahnstrecke Grunow–Königs Wusterhausen. Der Schienenverkehr nach Cottbus wurde jedoch 1996 eingestellt.
Der öffentliche Personennahverkehr wird unter anderem durch den PlusBus des Verkehrsverbund Berlin-Brandenburg erbracht. Folgende Verbindung führt, betrieben von der Busverkehr Oder-Spree, durch Grunow:
- Linie 400: Beeskow ↔ Grunow ↔ Schlaubetal ↔ Fünfeichen ↔ Eisenhüttenstadt

Das Dorf liegt an der Bundesstraße 246 zwischen Beeskow und Eisenhüttenstadt und der Landesstraße 435.